# Dasophrys nigroseta
Dasophrys nigroseta là một loài ruồi trong họ Asilidae. Dasophrys nigroseta được Londt miêu tả năm 1981. Loài này phân bố ở vùng nhiệt đới châu Phi.